# Liktor
Liktorer (fra latin: ligare, "at binde") var en slags betjente, der beskyttede de romerske embedsmænd, der havde imperium. Som symbol bar liktorerne fasces. Liktorerne skulle udover at agere bodyguards også sørge for, at vejen var ryddet, når en embedsmand skulle forbi. Det vil sige, at de f.eks. opløste menneskemængder og demonstrationer.
Antallet af liktorer tilknyttet til en embedsmand steg med hans rang, og der var forskel på, om embedsmanden var inden for pomerium (Roms hellige bygrænse) eller udenfor. Således havde en diktator 24 liktorer uden for Rom og halvdelen inde i byen. Konsulerne havde 12 liktorer hver, prætorerne havde 6 og ædilerne havde 2.